# الفصیرح
ال فسیراه یک منطقهٔ مسکونی در یمن است که در استان صنعا واقع شده‌است.